# منوردیفی
منوردیفی (به انگلیسی: Manordeifi) یک منطقهٔ مسکونی در بریتانیا است که در پمبروکشر واقع شده‌است. منوردیفی ۵۵۱ نفر جمعیت دارد.